# Felix Gisler
Felix Gisler es un esquiador paralímpico suizo.

## Carrera
Representó a Suiza en cuatro Juegos Paralímpicos de Invierno: 1976, 1980, 1984 y 1988. En total ganó una medalla de oro y tres de plata. 
También compitió en eslalon gigante masculino para el evento de doble amputados en esquí para discapacitados, un deporte de demostración durante los Juegos Olímpicos de Invierno de 1984. 

## Palmarés
| Año  | Competencia                          | Ubicación            | Posición | Evento                               | Registro |
| ---- | ------------------------------------ | -------------------- | -------- | ------------------------------------ | -------- |
| 1976 | Juegos Paralímpicos de Invierno 1976 | Örnsköldsvik, Suecia | Primero  | Eslalon IV B masculino               | 1: 46.25 |
| 1980 | Juegos Paralímpicos de Invierno 1980 | Geilo, Noruega       | 2.º      | Eslalon gigante 3B Masculino         | 2: 32,15 |
| 1984 | Juegos Paralímpicos de Invierno 1984 | Innsbruck, Austria   | 2.º      | Eslalon gigante LW5/7 masculino      | 1: 30,29 |
| 1984 | Juegos Paralímpicos de Invierno 1984 | Innsbruck, Austria   | 2.º      | Combinación alpina masculina LW5 / 7 | 1: 42,59 |